# Cerekvice nad Loučnou
Obec Cerekvice nad Loučnou se nachází v okrese Svitavy v Pardubickém kraji, na břehu řeky Loučné, v půli cesty mezi městy Litomyšl a Vysoké Mýto. Žije zde 883 obyvatel. Obec je součásti Mikroregionu Litomyšlsko.

## Obecní správa a politika
Správu nad obcí vykonává obecní zastupitelstvo v čele se starostou. Je voleno v komunálních volbách na čtyři roky a má 11 členů. 

### Správní území
Obec leží v Pardubickém kraji s 451 obcemi v okrese Svitavy se 116 obcemi, má status obce s rozšířenou působností a obce s pověřeným obecním úřadem je součástí správního obvodu Litomyšl s 35 obcemi. Skládá se s 2 katastrálního území a 2 části obce. Sousedními obcemi sídla jsou Tisová, Nová Sídla, Tržek, Hrušová, Bohuňovice, Horky, Řídký, Bučina, Morašice a Újezdec.

## Obecní symboly
Symboly obce jsou:
- Vlajka – List tvoří tři vodorovné pruhy v barvách červená, bílá a modrá, v poměru 2:1:2. V bílém pruhu je bílé kruhové pole o průměru jedné poloviny šířky listu se středem v první třetině délky listu. V kruhovém poli je červená, žlutě zdobená knížecí koruna. Poměr šířky k délce listu je 2:3.

- Znak – Šikmým bílým břevnem červeno-modře dělený štít, nahoře ve stříbrném kotouči je knížecí koruna, dole stříbrná lilie.

## Historie

### Některá významná historická data
- 1132 – první historická zmínka o obci:[zdroj⁠?!] kníže Soběslav I. věnoval obec litomyšlskému klášteru; ležela na trase tzv. Trstěnické stezky, která byla v té době jednou ze spojnic Moravy a Prahy,
- 1307 – zaznamenán pobyt vojska císaře Albrechta,
- 1350 – nový dřevěný kostelík (od požáru 1840 stojí na tomto místě kostel zasvěcený sv. Václavu),
- 1366 – první známý rychtář Niklin,
- 1421 – zaznamenán průchod husitských vojsk, která vyplenila kartuziánský klášter v nedaleké obci Tržek,
- 1429 – vyhořel obecní mlýn,
- 1680 – existence farní školy (podle farní kroniky),
- 1722 – cerekvický občan luterán Martin Korda byl odsouzen k pokutě 200 zlatých za přechovávání zakázaných knih,
- 1794 – postavena nová obecná škola; od roku 1875 dvoutřídní,
- 1798 – pobyt ruského vojska, na faře byl ubytován velitel Borodin,
- 1813 – vesnicí vedeno mnoho tisíc zajatých Francouzů po bitvě u Lipska,
- 1830 – nový kamenný most; původní dřevěný byl několikrát stržen záplavami,
- 1840 – ničivý požár zasáhl téměř celou obec,
- 1866 – průchod prchajících rakouských vojsk z bitvy u Hradce Králové,
- 1876 – zřízen první poštovní úřad v české části Litomyšlska,
- 1873–1875 – vystavěn akciový rolnický cukrovar známý vynikající kvalitou cukru[zdroj?] (výroba ukončena roku 1973),
- 1880 – založena místní školní rada,
- 1882 – zahájena činnost železniční dráhy Choceň–Litomyšl,
- 1886 – založena tělocvično-hasičská jednota,
- 1914–1918 – 1. světová válka: zahynulo 16 cerekvických občanů,
- 1939 – nová újezdní základní škola sloužící dodnes také okolním obcím,
- 1945 – květnové události - zahynulo 6 občanů,
- 1950 – založeno JZD,
- 1980 – obec se stává střediskovou (sdružuje 4 obce),
- 1990 – osamostatnění obce,
- 2001 – Parlamentem ČR uděleno právo užívat obecní znak a prapor; vstup obce do Svazku obcí, Mikroregionu Litomyšlsko a zapojení do Programu obnovy venkova,
- 2003 – vstup obce do Svazu měst a obcí ČR,
- 2011 – obec má 780 obyvatel, z toho je 476 v produktivním věku; průměrný věk je 34,5 roku.

## Pamětihodnosti
- Kostel svatého Václava
- Socha svatého Jana na jižní straně kostela
- Historická archaická usedlost s dymnou jizbou č. p. 11
- Usedlost č. p. 6 s hodnotnou štukovou fasádou (kdysi typickou pro tuto část Litomyšlska)
- Kamenný most nad Loučnou z roku 1830
- Množství patrových klasicistních usedlostí

## Vybavenost
V obci je základní a mateřská škola, prodejna potravin, restaurace, kostel, hřbitov, koupaliště, pneuservis, pošta, knihovna, zdravotní středisko, čistička odpadních vod.

## Doprava
Prochází tudy železniční trať Choceň–Litomyšl se stanicí a se zastávkou v centru obce a silnice I/35.

## Významné osobnosti
- František Ventura (1895 - 1969), olympijský vítěz v parkuru s koněm Eliotem na Letních Olympijských hrách 1928 v Amsterdamu.[4]

## Části obce
- Cerekvice nad Loučnou
- Pekla

Od 1. července 1965 do 31. srpna 1990 k obci patřil i Řídký.

## Další fotografie

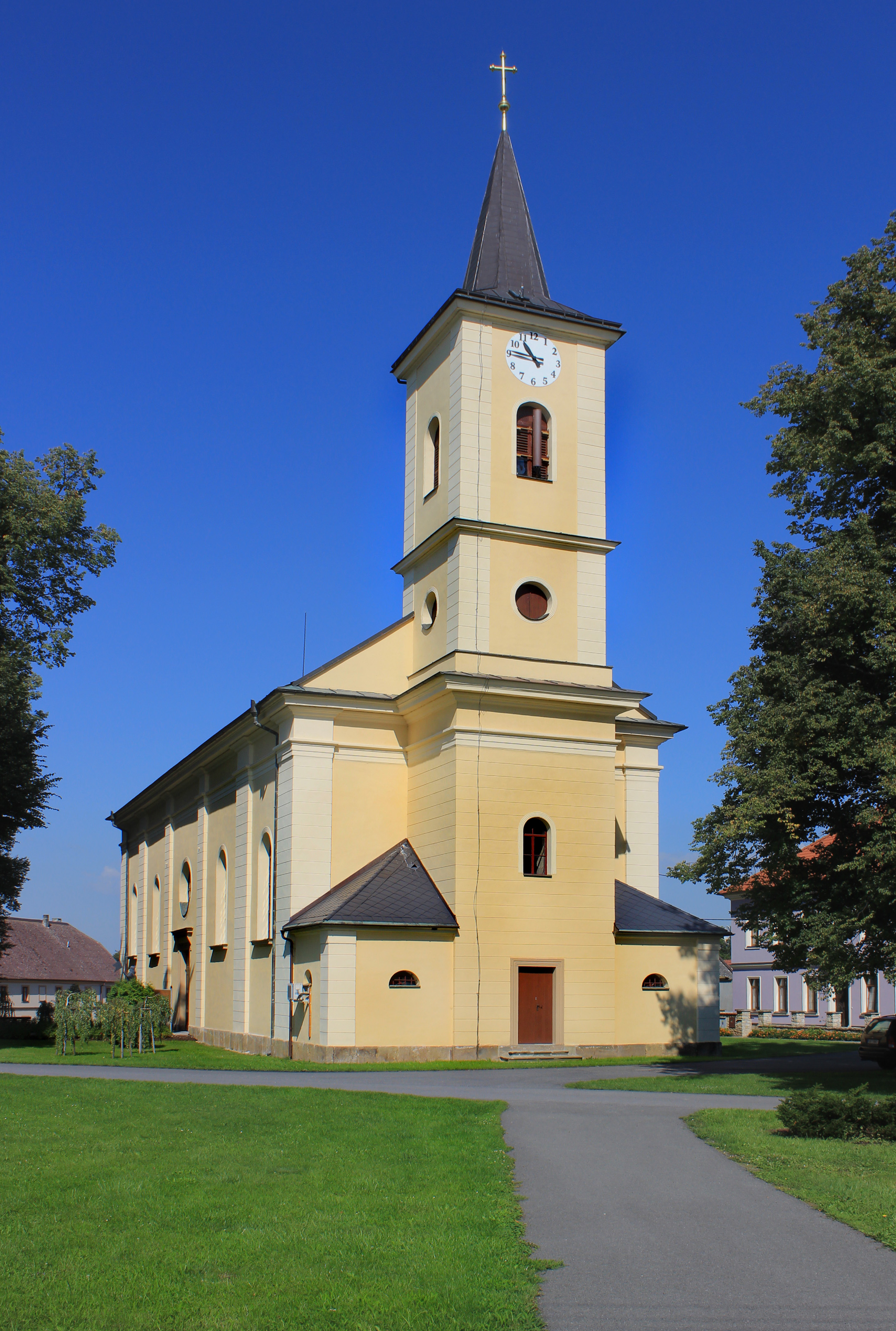
Kostel sv. Václava
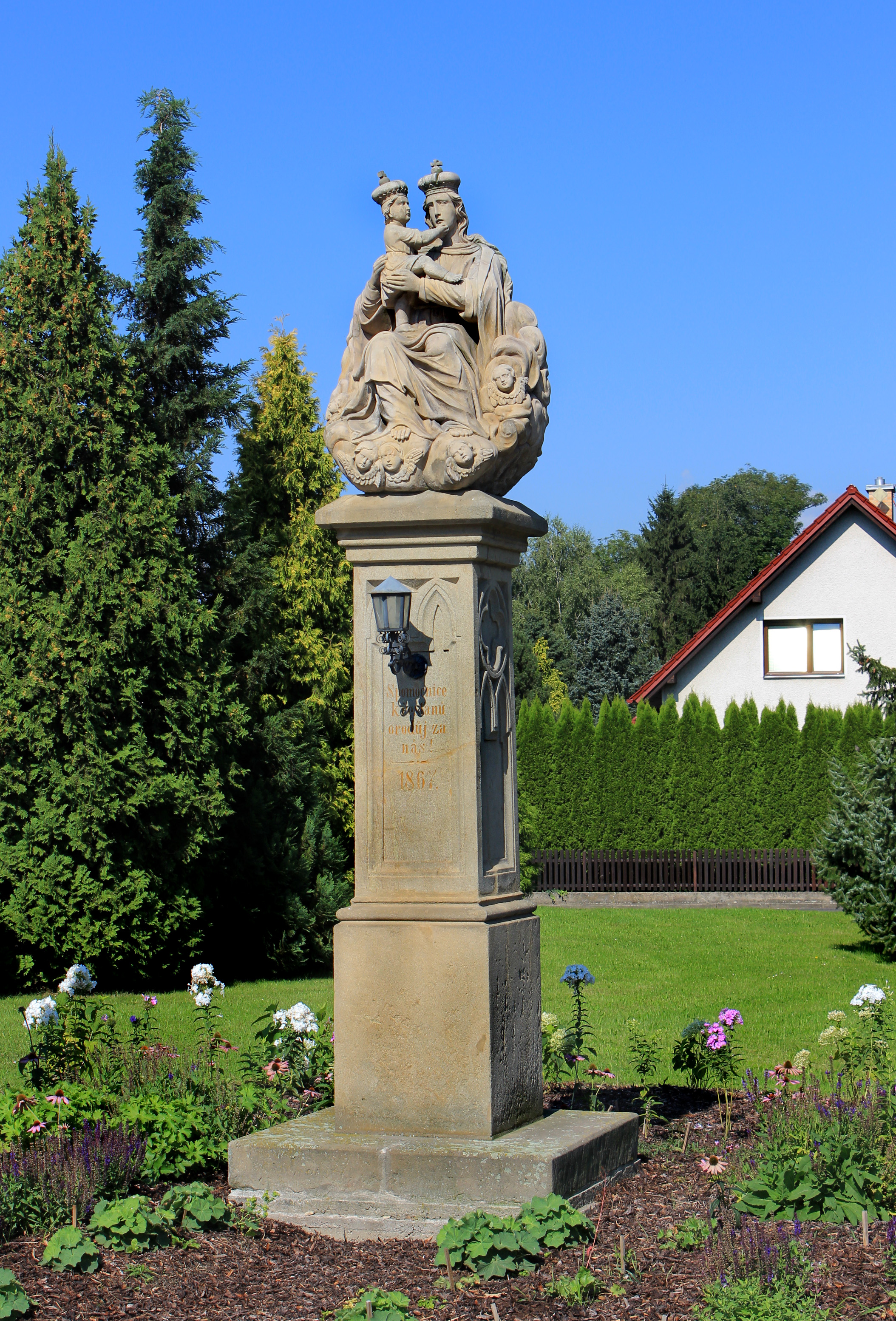
Socha Panny Marie na návsi
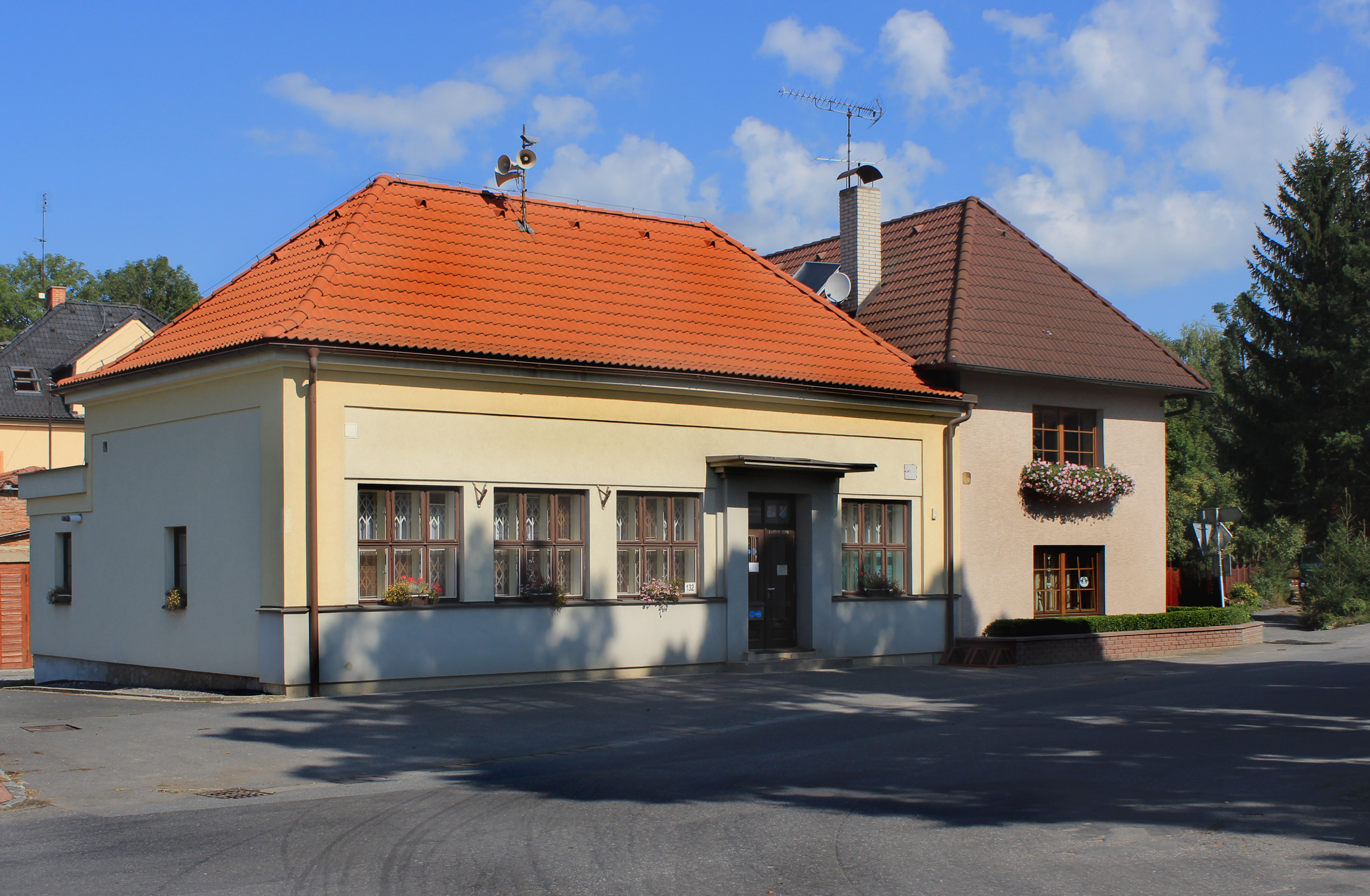
Obecní úřad
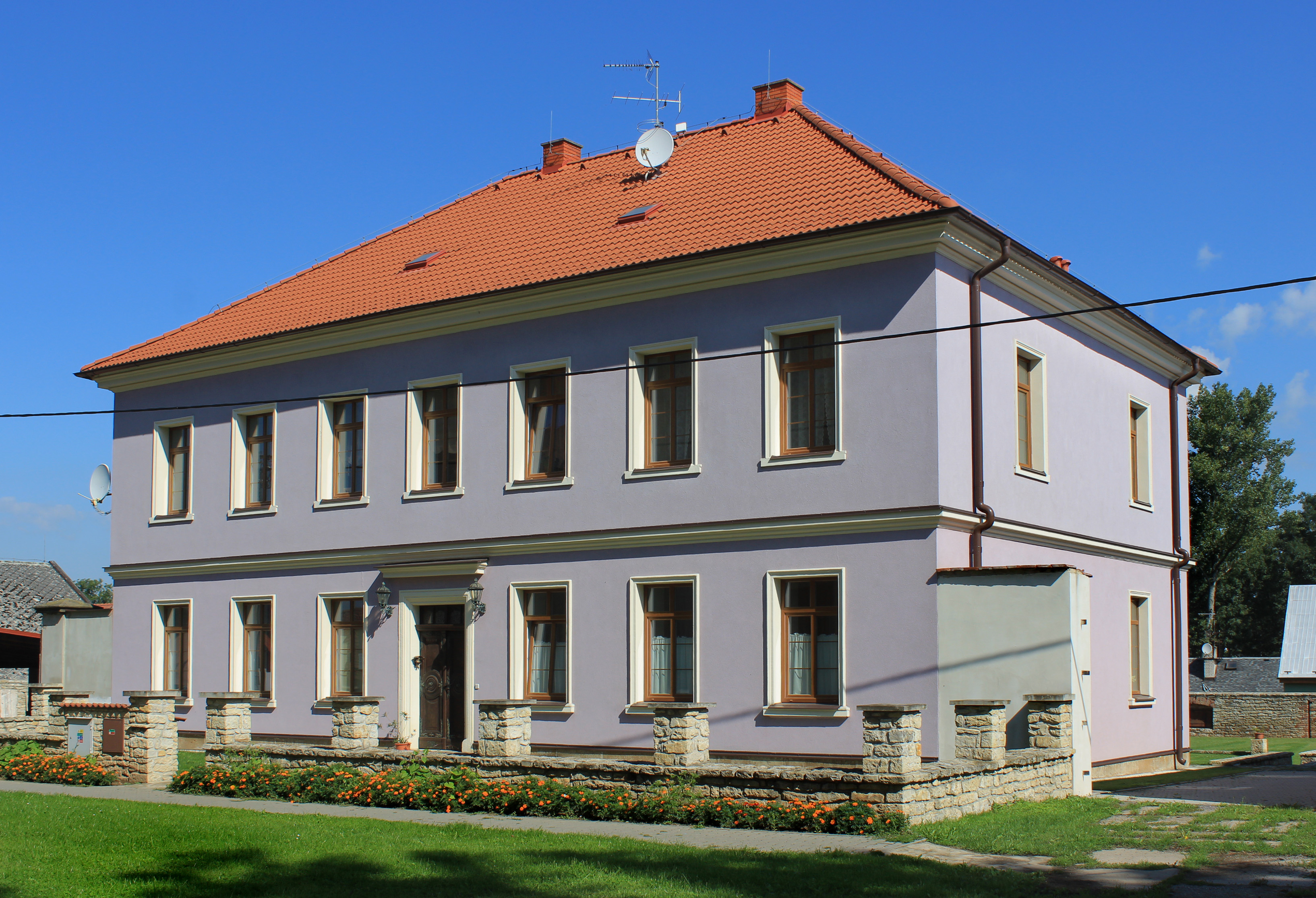
Fara
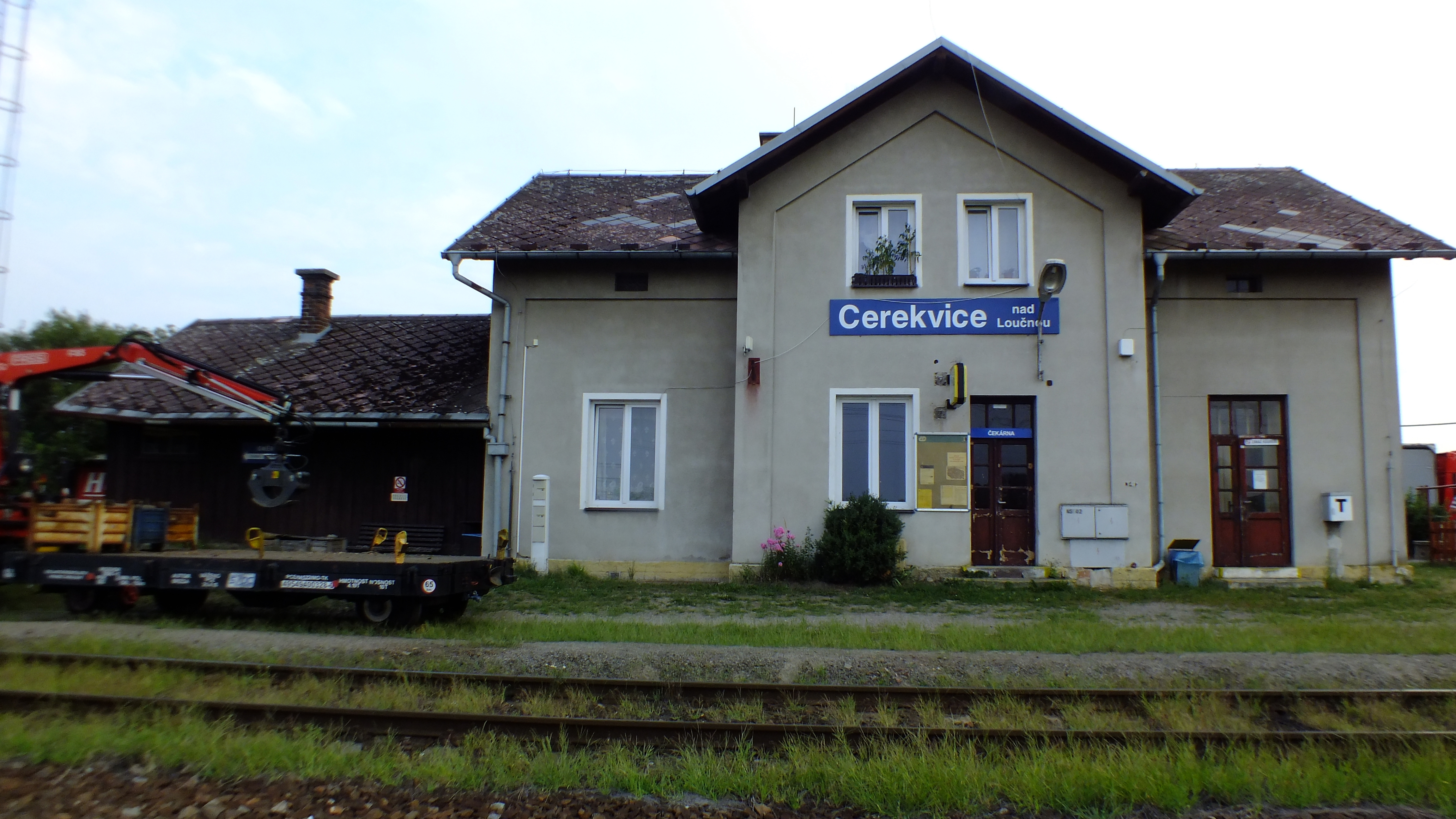
Nádraží